# Zygorhizidium affluens
Zygorhizidium affluens är en svampart som beskrevs av Canter 1969. Zygorhizidium affluens ingår i släktet Zygorhizidium och familjen Chytridiaceae.   Inga underarter finns listade i Catalogue of Life.